# Dichomeris heriguronis
Dichomeris heriguronis is een vlinder uit de familie van de tastermotten (Gelechiidae). De wetenschappelijke naam van de soort is, als Nothris heriguronis, voor het eerst geldig gepubliceerd in 1931 door Shonen Matsumura.

## Type
- lectotype: "female, 26.VII.1919"
- instituut: Harvard University
- typelocatie: "Japan, Hokkaido, Sapporo"

## Synoniemen
- Trichotaphe iothalles Forbes, 1939